# Barbute
 (octobre 2023).

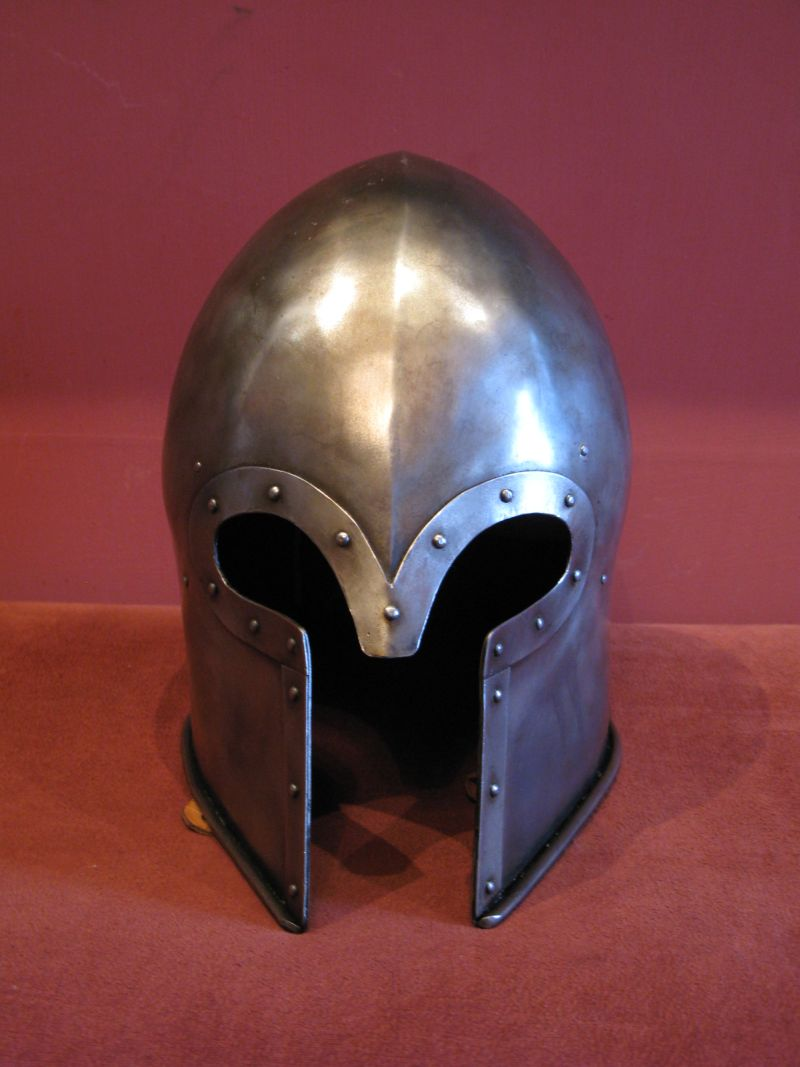
Barbute.

La barbute est un heaume d'acier inventé à la fin du XIVe siècle. Il s'agit d'une évolution du bassinet. Utilisé surtout en Italie et en Suisse au XVe siècle, son nom vient de l'italien barbotta car la large visière en « T » laissait apparaître la barbe du soldat. C'est un casque lourd, protégeant toute la tête et souvent renforcé par une crête à son sommet. Fait rare pour un casque médiéval aussi enveloppant, la barbute permet une bonne visibilité et une bonne aération. Utilisée principalement par les piétons, il n'était cependant pas rare que la barbute soit portée par des officiers de cavalerie légère, mais rarement par les nobles qui lui préféraient la salade.